# Чемпіонат Німеччини з хокею 1950—1951
Чемпіонат Німеччини з хокею 1951 — 34-ий регулярний чемпіонат Німеччини з хокею, чемпіоном став Пройзен Крефельд.
Чемпіонат проходив в два етапи, на першому у трьох групах: Північ, Захід, Південь. На другому етапі п'ятірка найкращих розіграла нагороди чемпіонату.

## Команди-учасниці
| Північ                                                                 | Захід                                                       | Південь                                              |
| ---------------------------------------------------------------------- | ----------------------------------------------------------- | ---------------------------------------------------- |
| - Дюссельдорф ЕГ - Harvestehuder THC (Гамбург) - Браунлаге - СК Берлін | - Бад-Наугайм - ХК Кельн - Крефельдер ЕВ - Пройзен Крефельд | - Бад Тельц - ХК Фюссен - СК Ріссерзеє - ЕВ Тегернзе |

## Попередній раунд

### Північ
| М  | Команда                     | І | Пер | Н | Пор | Ш    | О  |
| -- | --------------------------- | - | --- | - | --- | ---- | -- |
| 1. | Дюссельдорф ЕГ              | 6 | 6   | 0 | 0   | 84:4 | 12 |
| 2. | Harvestehuder THC (Гамбург) | 4 | 2   | 0 | 2   | 9:14 | 4  |
| 3. | Браунлаге                   | 2 | 0   | 0 | 2   | 0:41 | 0  |
| 4. | СК Берлін                   | 4 | 0   | 0 | 4   | 8:42 | 0  |

Скорочення: М = підсумкове місце, І = ігри, Пер = перемоги, Н = нічиї, Пор = поразки, Ш = закинуті та пропущені шайби, О = набрані очки

### Захід
| М  | Команда          | І | Пер | Н | Пор | Ш     | О  |
| -- | ---------------- | - | --- | - | --- | ----- | -- |
| 1. | Пройзен Крефельд | 6 | 6   | 0 | 0   | 50:7  | 12 |
| 2. | Бад-Наугайм      | 6 | 4   | 0 | 2   | 42:23 | 8  |
| 3. | Крефельдер ЕВ    | 6 | 2   | 0 | 4   | 30:38 | 4  |
| 4. | ХК Кельн         | 6 | 0   | 0 | 6   | 6:60  | 0  |

### Південь
| М  | Команда      | І | Пер | Н | Пор | Ш     | О  |
| -- | ------------ | - | --- | - | --- | ----- | -- |
| 1. | ХК Фюссен    | 6 | 5   | 1 | 0   | 61:14 | 11 |
| 2. | СК Ріссерзеє | 6 | 4   | 1 | 1   | 55:16 | 9  |
| 3. | Бад Тельц    | 6 | 1   | 0 | 5   | 28:53 | 2  |
| 4. | ЕВ Тегернзе  | 6 | 1   | 0 | 5   | 12:73 | 2  |

### Кваліфікація Південь
- Розенгайм — ЕВ Тегернзе 2:0

### Кваліфікаційний раунд
- Бад Тельц — Крефельдер ЕВ 2:3
- Крефельдер ЕВ — Дюссельдорф ЕГ 5:2

## Фінальний раунд
| М  | Команда          | І | Пер | Н | Пор | Ш     | О  |
| -- | ---------------- | - | --- | - | --- | ----- | -- |
| 1. | Пройзен Крефельд | 8 | 8   | 0 | 0   | 60:22 | 16 |
| 2. | ХК Фюссен        | 8 | 6   | 0 | 2   | 50:26 | 12 |
| 3. | СК Ріссерзеє     | 8 | 2   | 2 | 4   | 36:48 | 6  |
| 4. | Бад-Наугайм      | 8 | 2   | 2 | 4   | 23:38 | 6  |
| 5. | Крефельдер ЕВ    | 8 | 0   | 0 | 8   | 24:59 | 0  |

## Склад чемпіонів
Склад Пройзен Крефельд: Гайнц Вакерс, Ганц Лембек, Герберт Ульріх, Йоста Юганссон, Георг Коварік, Вальтер Кремергоф, Гюнтер Йохім, Фред Нідер, Отто Бранденбург, Герберт Шібукат, Еріх Конецькі, Руді Вайд.